# I've Just Seen a Face
I've Just Seen a Face è un brano dei Beatles apparso sull'album Help! in Europa e sull'album Rubber Soul in America. La canzone è stata inclusa alla 58ª posizione nella lista della 100 migliori canzoni dei Beatles secondo Rolling Stone.

## Il brano
Il brano è stato composto da Paul McCartney, nella stanza della musica dei genitori della compagna Jane Asher, qualche tempo prima della sua incisione. Infatti varie persone lo ascoltarono; l'apprezzamento da parte di sua zia Jin McCartney diede al brano il titolo provvisorio di Auntie Jin's Theme, ovvero "Il tema di zia Gin". McCartney si è dichiarato soddisfatto che il testo incuriosisca l'aspettatore. Il testo ha una sorta di imprecisione logica: afferma che il protagonista non si possa scordare l'ora ed il luogo di quando ha notato la ragazza di cui si è innamorato, ma nel verso precedente dice che l'ha appena visitato. La parte vocale è particolarmente veloce, e quasi non dà il tempo all'interprete di fermarsi per respirare.
La formazione non è tipica per i Beatles: presenta tre chitarre acustiche, la batteria è limitata solamente al rullante, suonato con le spazzole, ed è totalmente assente il basso. Anche l'introduzione, a tempo dimezzata, è abbastanza lunga per gli standards della band. È stato spesso detto che il brano sia in stile bluegrass, anche se senza il banjo ed il violino.
Venne registrata il 14 giugno 1965, lo stesso giorno di I'm Down e di Yesterday, su sei nastri; sull'ultimo vennero sovraincise le maracas. Il mixaggio, sia mono che stereo, avvenne il 18 giugno. Sia la registrazione che il mixaggio avvennero nello Studio 2 degli Abbey Road Studios, con come produttore George Martin, e come fonici Norman Smith e Phil McDonald, nei ruoli rispettivamente di primo e secondo fonico.
La Capitol Records ha apprezzato particolarmente il brano, e l'ha messo come brano d'apertura a Rubber Soul, "togliendo il posto" a Drive My Car, che venne pubblicata in America su Yesterday and Today. Il brano è comparso su molti box set: The Beatles Box Set del 1992, The Ultimate Box Set del 1995, The Capitol Albums, Volume 2 del 2006, The Beatles Stereo Box Set e The Beatles USB del 2009, e The US Albums del 2014. Inoltre, Paul McCartney l'ha eseguita spesso nei concerti, sin dagli anni settanta con i Wings. Egli l'ha inclusa negli albums live Wings over America del 1976 e Unplugged - The Official Bootleg del 1991. In quest'ultimo caso, la formazione comprendeva Paul McCartney alla voce, Linda Eastman ai cori e alle percussioni, Paul Wickens alle maracas, Brian Cunnigham alla batteria, Hamish Stuart ai cori e alla chitarra acustica e Robbie McIntosh alla chitarra acustica.
I've Just Seen a Face ha avuto varie covers, soprattutto da gruppi bluegrass, come i Charles River Valley Boys, che la pubblicarono sul loro album Beatles Country, che contiene anche What Goes On, I Saw Her Standing There, Baby's in Black ed altre. Anche i Dillars ne registrarono una cover, che nel 1968 apparve sull'album Wheatstraw Suite. Anche Arlo Guthrie e Warren Zevon ne registrarono una demo nella metà degli anni sessanta, che venne pubblicata nel 2003. I Camelity Janes pubblicarono come un singolo una cover di I've Just Seen a Face; il singolo arrivò alla quarantaquattresima posizione della classifica country.

## Formazione
- Paul McCartney: voce raddoppiata, chitarra acustica
- John Lennon: chitarra acustica
- George Harrison: chitarra solista acustica
- Ringo Starr: rullante suonato con le spazzole, maracas[2][4]